# Cyrtotria graniger
Cyrtotria graniger är en kackerlacksart som först beskrevs av Henri Saussure och Leo Zehntner 1895.  Cyrtotria graniger ingår i släktet Cyrtotria och familjen jättekackerlackor. Inga underarter finns listade i Catalogue of Life.